# موراساكي (رواية)
موراساكي هي رواية خيال علمي متين «الكون المشترك» عام 1992 في ستة أجزاء شارك فيها كل من بول أندرسون وجريج بير وغريغوري بنفورد وديفيد برين ونانسي كريس وفريدريك بول كل فصل. تم تحريره بواسطة روبرت سيلفربرغ. هذا هو أول مختارات من هذا النوع يتم تصورها وكتابتها بالكامل من قبل الفائزين بجائزة سديم.
يقع المشهد في نظام خيالي مزدوج الكوكب في مدار حول نجم قزم أحمر موجود بالفعل، على بعد حوالي 20 سنة ضوئية من نظامنا الشمسي. نظرًا لاستكشاف النظام لأول مرة بواسطة روبوت ياباني بين النجوم، تم إعطاء النجمة الاسم المناسب موراساكي (بعد الكاتب الياباني الشهير، موراساكي شيكيبو). الأكبر من الكواكب هما جينجي، الذي سمي على اسم هيكارو جينجي، بطل روايتها جينجي مونوجاتاري؛ الأصغر يدعى شوجو، بعد صديق جينجي المقرب.

## الخصائص الفيزيائية الخيالية لنظام موراساكي
وضع بول أندرسون، الذي حصل على شهادة في الفيزياء، الإطار المادي لعلم المختارات استنادًا إلى خصائص كما كانت معروفة في أوائل التسعينيات: ثلث كتلة شمس الأرض، 82 ٪ من قطرها، والنوع الطيفي M1 مع درجة حرارة الفوتوسفير تبلغ 3400 كلفن والحد الأقصى للانبعاثات في الأشعة تحت الحمراء القريبة. (النجم في الواقع يشبه إلى حد بعيد جيليس، المعروف الآن أن لديه نظام كوكبي.)
يتم فصل الكواكب المزدوجة للأرض بمسافة متوسطة تبلغ 156,000 كم فقط (حوالي 40٪ من المسافة بين الأرض والأرض). يدور حول مركز كتلته في 91 ساعة في دوران مقفل، مما يقلل من آثار قوى المد والجزر الضخمة التي يمارسونها على بعضهم البعض. تدور هذه الكوكبة حول موراساكي داخل المنطقة الصالحة للسكن، على مسافة 0.223 وحدة فلكية فقط (سنة فلكية، 66 يومًا أرضيًا) حيث تتلقى الكواكب نفس القدر من إجمالي الإشعاع الذي يحصل عليه المريخ من الشمس؛ ومع ذلك، مع توزيع الطاقة الطيفية تحولت إلى أطوال موجية أطول بكثير. من هذه المسافة، يظهر النجم كقرص قطره 1 ° 40، أي ما يقرب من ثلاثة أضعاف مساحة الشمس (أو القمر) عند رصدها من الأرض. كل من الكواكب لديه الصفائح التكتونية، مما تسبب في ربط معظم ثاني أكسيد الكربون في قشورها، ولديها أجواء من النيتروجين والأكسجين بتكوين يشبه الأرض.

### جينجي
جينجي هي أرض خارقة، لكنها معتدلة فقط: حيث يبلغ وزنها 2.8 أضعاف و 1.36 أضعاف قطر الأرض و 1.5 أضعاف جاذبية الأرض. جانب كوكب الأرض الذي يواجه باستمرار رفيقه العالم شوجو («مونسيد») هو في الغالب الأرض، ونصف الكرة الآخر («ستارسيد») هو المحيط في الغالب. متوسط درجة حرارة السطح هو +20 درجة مئوية، أكثر دفئا قليلا من الأرض. على الرغم من أن البشر في حالة جيدة يمكن أن يستوعبوا فعليًا الجاذبية العالية، فإن ضغط هواء مستوى سطح البحر البالغ 3.1 بار والذي ينتج عن هذه الجاذبية (وفقًا للمعادلة البارومترية) يتطلب تخفيف الضغط الاصطناعي للتنفس الآمن. فقط على ارتفاع 5,800 متر (ارتفاع موجود على هذا الكوكب فقط على شكل بعض المرتفعات الصغيرة الباردة والجافة) ينخفض الضغط الجوي إلى شريط 1 قياسي من الأرض.

### Chujo
هذا هو العالم الأصغر، حيث يبلغ وزن كتل الأرض 0.76 94٪ من قطرها، و 85٪ من جاذبيتها السطحية. متوسط درجة حرارة السطح هو فقط +5 درجة مئوية. نظرًا لأن معظم مياه هذا الكوكب البارد محصورة في التربة الصقيعية والأنهار الجليدية، فإن الغلاف الجوي (الذي يبلغ ضغط مستوى سطح البحر 0.7 بار، أي ما يعادل ارتفاع حوالي 3650 مترًا على الأرض) ليس رقيقًا فحسب بل جافًا أيضًا. من نصف الكرة الأرضية، حيث يمكن رؤية العالم المصاحب، جينجي، يعلق في السماء ككرة من قطرها 6 ° 20، وعندما يعطي كامل ضوء القمر الكامل أكثر من 320 مرة كما يظهر من الأرض.

## موراساكي العاقل
هناك ثلاثة سباقات في النظام، ايهردزوو هيتيزعلى جينجي وشبشب على شوجو.
وقد تطورت ايهردزوعلى مونسيد جينجي من السلائف البرمائيات، الأمر الذي لا يزال يظهر في تنظيم متغير الحرارة من درجة حرارة الجسم. هم ذوات الأربع النهمة مع والهيئات على نحو سلس البشرة اللون الأزرق الرمادي على شكل الطوربيد وذيل قوي مع اثنين من المثقوبة الأفقية العضلات. توجد أربعة عيون متداخلة حول الرأس خلف الفم، مما يسمح برؤية بانورامية تقريبًا على الرغم من عدم قدرة الرأس على الدوران. ينمو مخالبان رفيعتان، تنتهي كل منهما بثلاثة أرقام، من أسفل الطبلاني على جانبي الرأس. يبلغ طول الأنثى البالغة (الجنس الغالب، الزوجة الزوجية هي القاعدة) حوالي مترين وتبلغ كتلتها حوالي 100 كيلوجرام. الذكور البالغين أصغر. تمر مجتمعات ايهريدزو بمجموعة واسعة من المراحل التنموية من شبه العصر الحجري إلى التصنيع المبكر. المدن والحروب بالمعنى الإنساني غير معروفة.
وقد تطورت هيماتيد خنثوي (مشتق من اسم من الهيماتيون اليوناني، عباءة) على ستارسيد الغالب المحيطات جينجي و. شكلها الأساسي هو الشريط أو الصفيحة التي تأخذ التغذية والأكسجين على جانبها السفلي (بطني)، وتفرز في الجانب العلوي (الظهري). تبدأ دورة حياتها مع «اليرقات»، كاتربيلر الحجم التي تسبح على الشاطئ واعتماد جود مثل سبيكة، وتزايد بإضافة طبقات الخلايا لتصبح "TADS". بمجرد أن يصل حجمها إلى حوالي 40 × 10 سم وتكون أكبر من أن تتجول بسهولة على الأرض، فإنها تتبع القرائن الكيميائية إلى تيدلاند حيث ينضمون إلى الأحداث الأكبر سنا، «العجول» التي هي ذكية بالكامل، ومعظمها المائية، تعيش في العصابات، ولديها ثقافة لا يعرف عنها إلا القليل (وحتى أقل فهمًا) من قِبل الباحثين البشر أو من قبل ايهردزو التي كانت تستعبدها. وبمجرد أن العجول كبيرة جدا بالنسبة للمياه المد والجزر الخام تسبح في البحر المفتوح لتصبح «الحيتان السجاد» التي تقيس من طول 5 أمتار صعودا، وربما العيش لآلاف السنين. لم تعد هذه المرحلة الأخيرة الناضجة جنسياً تستخدم أدوات، ولم تعد تصطاد بل كانت ترعى، وقد تفقد ذكاءًا معروفًا أو تقضي وقتها مع الفلسفة.
المكوّنون الخارجيون من البشر من شوجو، فإن شبشب غامضة حيث تبدأ القصة في الظهور. قبل أن يتغير مناخ كوكبهم إلى ظروفه القاسية الحالية منذ آلاف السنين، وصلوا إلى مرحلة تشبه الحضارة الهلنستية على الأرض. لا تزال مدنهم المهجورة وبعض مجالات الإدارة الذاتية في الدليل، ولكن لا يزال هناك سوى حوالي مليون من الأفراد المنظمين في القبائل البدوية. يلبس شبشب نوعًا من الخرقة الحية، في تشريح خارجيّ مع ما يُعتبر باقيًا من حضارتهم السابقة التي يجب أن تكون قد اكتسبت مهارات تقنية بيولوجية كبيرة. إنهم يعرفون القراءة والكتابة ويحافظون على «المكتبات» التي تزورها القبائل بشكل منتظم. تتجاهل شبشب باستمرار كل محاولات الباحثين في التواصل.

## حبكة القصة

### كنوز تشوجو (لفريدريك بوه)
في عام 2265 م، وصلت أول سفينة مؤلفة من أفراد من البشر إلى نظام موراساكي بعد 11 عامًا على متن السفن من السفر النسبي الموسع. إنه في الواقع بدن مخصص للنقل بين موائل الكويكب في النظام الشمسي البشري، وقد تم تزويد الفواصل على عجل بمحرك بين النجوم بعد اعتراض الإشارات الصادرة عن مسبار الروبوت الياباني الذي أبلغ عن كواكب شبيهة بالأرض وحياة ذكية في موراساكي. مع وصول قوة الحملة اليابانية في وقت أبكر مما كان متوقعًا، فسرعان الفواصل المخيم لأن عينات موراساكي الأولى التي عادت إلى النظام الشمسي البشري ستكون الأكثر قيمة من الناحية الاقتصادية. إنهم يتركون وراءهم آرون كامير، مهندس القيادة، الذي انفصل عن فريق الاستكشاف في تشوجو ويفترض أنه ميت.
العالم شاسع، مختلف العالم (بواسطة غريغوري بنفورد)
تستكشف البعثة اليابانية الأكبر والأكثر احترافًا بشكل منهجي كلا الكواكب ولكنها تفشل في إقامة اتصال مع شبشب. بينما يحاولون التحقيق في أحد مستودعاتهم، يتعرضون للهجوم من قبل المخلوقات الشبيهة بالشص التي تخدم كحراس شخصيين ل شوجانس الأذكياء. أنقاض المدن تكشف النقوش الجدارية الغامضة والنقوش. تم العثور على واحدة من هذه الدمية في وقت لاحق لتعكس الواقع: في المناطق الجبلية المرتفعة من شوجو، الكائنات الضخمة الشبيهة بالحصير ترفع الصخور على الهيدروجين المفرز وتشكل «بيولونس» التي يحاول فيها العديد من شبشب مغادرة الكوكب؛ كل من يحاول أن يموت.

### جينجي (لديفيد برين)
القاعدة الرئيسية للبعثة اليابانية هي جينجي، حيث يقيم الباحثون علاقات جيدة مع حضارة إهرديزو؛ الترجمة الآلية بين اللغات ليست مثالية ولكنها كافية للاتصال البسيط. بما أن علم الاجتماع والتاريخ في إهرديزو قد تم اكتشافهما ببطء، فقد تبين أن ليس كل شيء كما يبدو؛ يجب أن يكون السباق قد مر بالعديد من دورات الصعود والهبوط التكنولوجيين يجب أن يكون اختراع المعادن والتقدم إلى ما يعادل الثورة الصناعية المبكرة قد حدث ست أو سبع مرات على الأقل. ومع ذلك، فإن ايهرودز غير مدركين تماما لهذا التاريخ. الحياة نفسها قديمة على الأقل على الأرض ولكنها أكثر تنوعًا؛ بدلاً من الإشعاعات فوق البنفسجية وأحداث التأثير، كانت الطبيعة الأكثر وضوحًا للجزيئات الحيوية (التي تحتوي على العديد من الأحماض الأمينية غير المعروفة على الأرض) بمثابة محرك التطور المبكر.

### طاعونالضمير جريج بير
بعد أربع سنوات، وصلت سفينتان أخريان: بعثة متعددة الجنسيات بقيادة بريطانية، وسفينة خشنة تحمل نحو 200 من أعضاء طائفة الكوانتي من جنوب غرب الولايات المتحدة. تسبب الطاعون الناجم عن الكائنات الحية الدقيقة شوجان التي تسعى إلى الكالسيوم في تقليل عددهم إلى 20، بما في ذلك زعيمهم كارنوت الذي يقوم بالتبشير بين مجتمعات ايهرودز، حيث يبشر بنسخة معدلة من تعاليمه «يسوع الفيزيائي» الذي سيعيد لم شمل المكوّنين من جينجي في وقت واحد وشوجو . تم دمج كامير في هذا الإنجيل، والذي تم علاجه من إصاباته من قبل شبشب وأدخل في تعايش مع كائن يشبه حصيرة. التوترات تتطور بين المجموعات الثلاث من المبعوثين. يتم جلب كامير، الذي يكاد يتعرف على أنه إنسان، إلى جنجي للقاء كارنو. كلاهما قُتلا على يد إهرديزو عندما هز كامير بعد أن أدرك أن السكان الأصليين ما زالوا يصطادون حيتان السجاد.

### اللغة (بواسطة بول أندرسون)
يتم إرسال ريتا من محطة جينجي الأساسية للبحث عن هولدن، وهو عالم أحياء اجتماعي منعزل إلى حد ما يحقق في الهيماتيدات، وقد اكتسب بعض الفهم لعاداتهم ولغة جسدهم. يرافق هولدن العجل الهيماتيد في البحر المفتوح حيث من المفترض أن يجتمع مع شيوخه، لكنه يركض في سفينتين لصيد الحيتان في إهرديزو، وهي حربة سجادة حوت. لقد غرق إحدى السفن، وقتل ثلاثة من المواطنين أثناء محاولتهم ركوب سفينته. بيرن، التي ستتزوج في وقت لاحق هولدن، تشهد الذبح من طائرتها لكنها غير قادرة على منعها. يدافع هولدن عن تصرفاته بتفسير نظريات غودل الناقصة: لفهم إنسانيتنا، يجب علينا دراسة ما هو مختلف اختلافًا جذريًا قدر الإمكان. يشبه ايهرودز الكثير من البشر في بيولوجيتهم وعقلية هم لخدمة هذا الغرض.

### بركة الولادة (بواسطة نانسي كريس)
العام هو كاليفورنيا. 2295، ما يقرب من خمسة عشر عاما بعد الحلقة الأخيرة. هناك سبع مجموعات مميزة من البشر (معظمها علمية، وبعضها ديني) على كواكب نظام موراسكي، ولكن أربعة أطفال فقط ولدوا هنا خلال الثلاثين عامًا الماضية. وبدون سبب واضح، بدأت حيتان السجاد، التي ترعى عادة في المياه القطبية لجينجي ستارسايد، في السباحة باتجاه مون سيد، متقاربة نحو النقطة التي يكون فيها Chujo في سماء المنطقة. يقوم هولدن بتنبيه البشر الآخرين إلى حقيقة أن حيتان السجاد تعرض صورة من كاميرفي الجو. عند عقدة جنجي الفرعية على الكوكب الشقيق، تشكل الحصائر الحية الضخمة (المعروفة الآن بأنها تتكون من الكائنات الحية الدقيقة المرتبطة بتلك التي تسببت في الطاعون) بيولون مرة أخرى، لكن هذه المرة ينقلون تشاتشبس إلى جينجي، مسترشدين بإشارات تلألؤ بيولوجي من السجاد الحيتان. في الوقت نفسه، تقاطع جميع ايهرودز أي نشاط تشارك فيه، وتصل إلى المعرفة التي تم حظرها مسبقًا. في شوجو، تسعى شبشب الوهمية فجأة إلى الاتصال بالبشر وتسجيل السجلات التي تكشف أن كل هذه الأحداث هي جزء من دورة التطور المشفرة وراثيا التي تجمع بين جميع السباقات الثلاثة في نظام موراساكي: الهندسة الحيوية شبشب علم البيئة جينجيان ولكن في كل مرة أنها تسبب كارثة بيئية تؤدي إلى الوفيات وانهيار حضارة ايهرودز؛ تقوم حيتان السجاد بنفي شبشب إلى شوجو حتى يتمكنوا من تحسين الهندسة الحيوية الخاصة بهم، واستدعائها مرة أخرى عندما يمكن بدء الدورة مرة أخرى. فشلت محاولة شبشب للعودة إلى جنجي قبل 28 عامًا لأن ايهرودز قتل العديد من حيتان السجاد بحيث لا يمكن إنتاج إشارات توجيهية مناسبة.

## أهمية المختارات
إلى جانب كونه عملًا فريدًا متعاونًا لكتاب مؤلفي الخيال العلمي الأول في العالم في أواخر القرن العشرين، فإن مختارات موراساكي تحكي العديد من الدروس القيمة. أولاً، يوضح مدى صعوبة العثور على كواكب يمكن أن يستعمرها البشر حقًا. يعتبر كل من جينجي وتشوجو كواكب أرضية كما قد يتوقع المرء أن يجدها، لكن الانحرافات الطفيفة نسبيًا لكتلتيهما عن مستوى الأرض تؤدي إلى تدرج في الضغط الجوي حيث يكون التنفس دون مساعدة ممكنًا في بعض الأماكن فقط، على الرغم من أن تكوين الغازات حق للبشر. عدد قليل جدا من العناصر من المحيط الحيوي الغريبة يمكن أن تؤكل بأمان أو توفير التغذية. كثافة وتكوين طيفي من أشعة الشمس أمر خاطئ للبشر. نتيجة لذلك، يجب على البشر إحضار طعامهم أو إنتاجه في بيئات اصطناعية، والتعرض لضوء أرضي صناعي ضروري للحفاظ على الصحة البدنية والعقلية. على جينجي، تعد الجاذبية (على الرغم من ارتفاع النصف فقط مرة أخرى على سطح الأرض) عاملاً لا مفر منه يمثل خطراً جسديًا حادًا ومزمنًا على حد سواء، ويبدو أنه يعزز من عسر الولادة. باختصار، يوضح هذا أنه حتى على معظم الكواكب الشبيهة بالأرض التي قد يتم العثور عليها في نهاية المطاف، فإن البؤر الاستيطانية المتقدمة (ولكن لا توجد مستعمرات فعلية) ستكون مجدية.
الدرس الثاني هو أن وجود مثل هذه البؤر الاستيطانية البشرية في نظام موراساكي لا صلة له على الإطلاق بدورات التدمير وإعادة البناء المحلية المبرمجة مسبقًا. لم يكن للحذر المبدئي ضد التلوث البيولوجي والثقافي ولا الجهود التبشيرية اللاحقة بين ايهرودزأدنى تأثير، وذلك ببساطة لأن النظم الإيكولوجية والمجتمعات ليست غريبة للغاية على المعاناة أو الاستفادة من الأفعال البشرية التي تقتل المذبحة الجماعية.

### استقبال
ذكرت مجلة نيويورك تايمز: «من النادر أن تجد مختارات من عالم مشترك تضيف أكثر من مجموع أجزائها.» موراساكي «هو استثناء موضع ترحيب... على كل المراوغات الفردية للأسلوب والنظرة المستقبلية، تتناسب المساهمات مع بعضها مثل قطع من اللغز، تمامًا كما تتوافق الحقائق البيئية والتطورية حول جينجي وشوجومعًا في تصميم كبير لا يصبح واضحًا حتى نهاية الكتاب، ومن بين هذه التفاصيل عوالم وقصص، تقدم».
ومن اللافت للنظر أن «عالم موراساكي» لم يتم استكشافه بشكل أكبر بعد نشر المختارات الأصلية، على الرغم من (كما ذكر روبرت سيلفربيرج في مقالته الافتتاحية) «حتى هؤلاء المؤلفين الستة الأوائل لم يبدأوا في استنفاد المواد الأساسية».

## بيانات النشر
موراساكي. رواية في ستة أجزاء. بقلم بول أندرسون، جريج بير، جريجوري بنفورد، ديفيد برين، نانسي كريس، وفريدريك بول. حرره روبرت سيلفربرغ. بانتام بوكس، نيويورك - تورونتو - لندن - سيدني - أوكلاند. May 1992. ISBN 0-553-56187-1. كتالوج مكتبة الكونغرس رقم: 91-39283.